# Barranca de Metztitlán
La Barranca de Metztitlán también conocido como Cañón de Metztitlán es una vistosa y escarpada garganta excavada por el río Metztitlán, ubicado en la parte oriente del territorio del estado de Hidalgo, México. Está situado en su mayor parte dentro de la Reserva de la biósfera de la Barranca de Metztitlán.

## Geografía

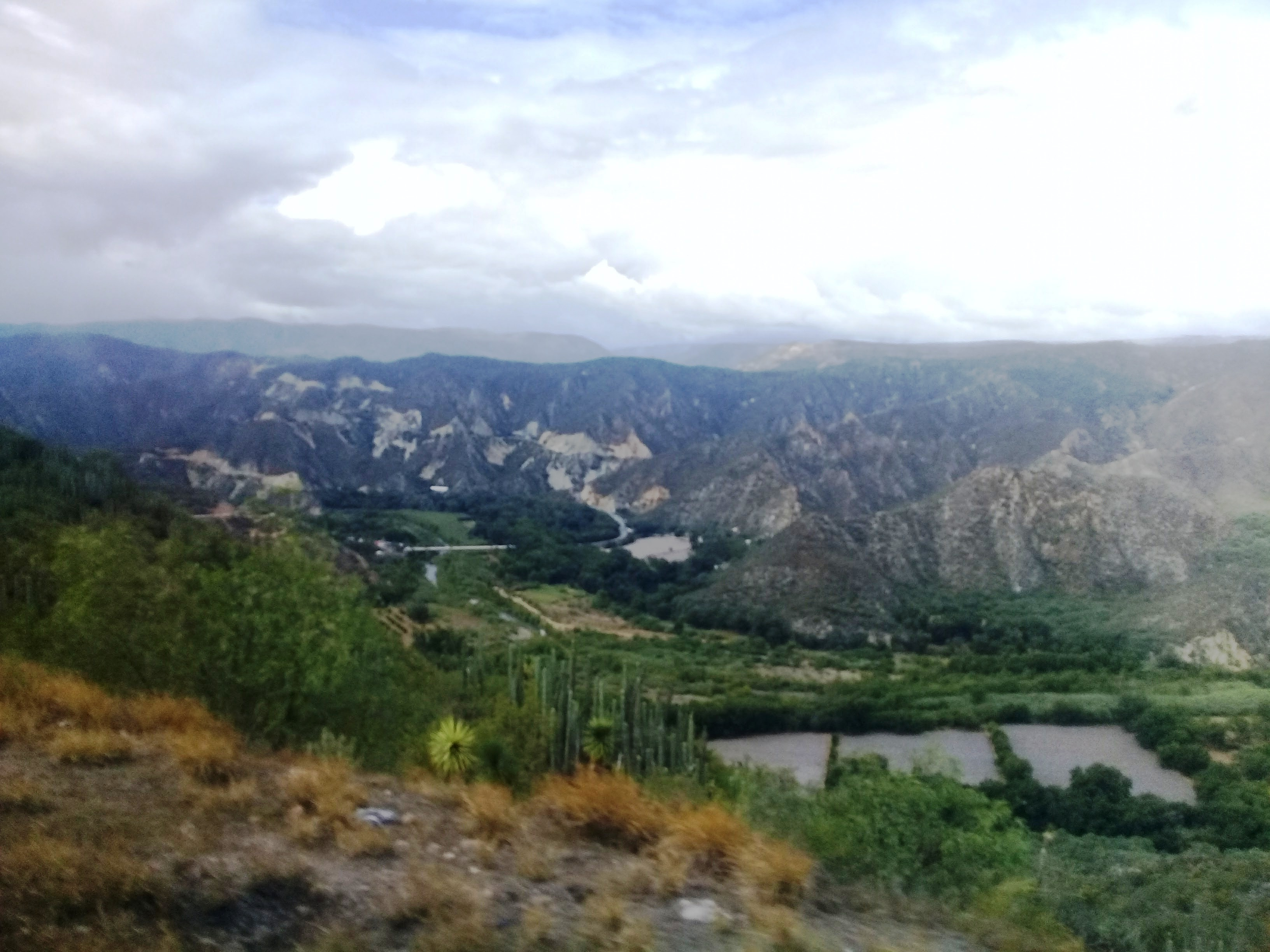
Barranca.

### Ubicación
La barranca se encuentra ubicada en la parte oriente del territorio del estado de Hidalgo, en los municipios de Acatlán, Huasca de Ocampo, Atotonilco el Grande, Metztitlán, y Eloxochitlán.

### Relieve
La barranca tiene su origen en dos principales ramales: uno que nace cerca de Temaxcalillos en Metepec, y el otro que arranca junto a Alcholoya en Acatlán; que se juntan para formar una sola a unos 5 km aguas abajo de Alcholoya. Esta va ensanchándose y haciéndose cada vez más profunda; lo que da una caída vertical, en muchos lugares casi a tajo, que oscila entre los 500 y los 700 m. La barranca da paso a la vega, que termina unos 20 km al norte de Metztitlán.
En la parte central  sobre la vertiente occidental se encuentra un ramal la Barranca de Aguacatitla cerca de la localidad de El Campamento Aguacatitla en Huasca de Ocampo, formada por el río de San Antonio Regla. En la parte central sobre la vertiente oriental se encuentra otro ramal, la Barranca de Metzquititlán, formada por el río Santiago o Metzquititlán.

### Geología

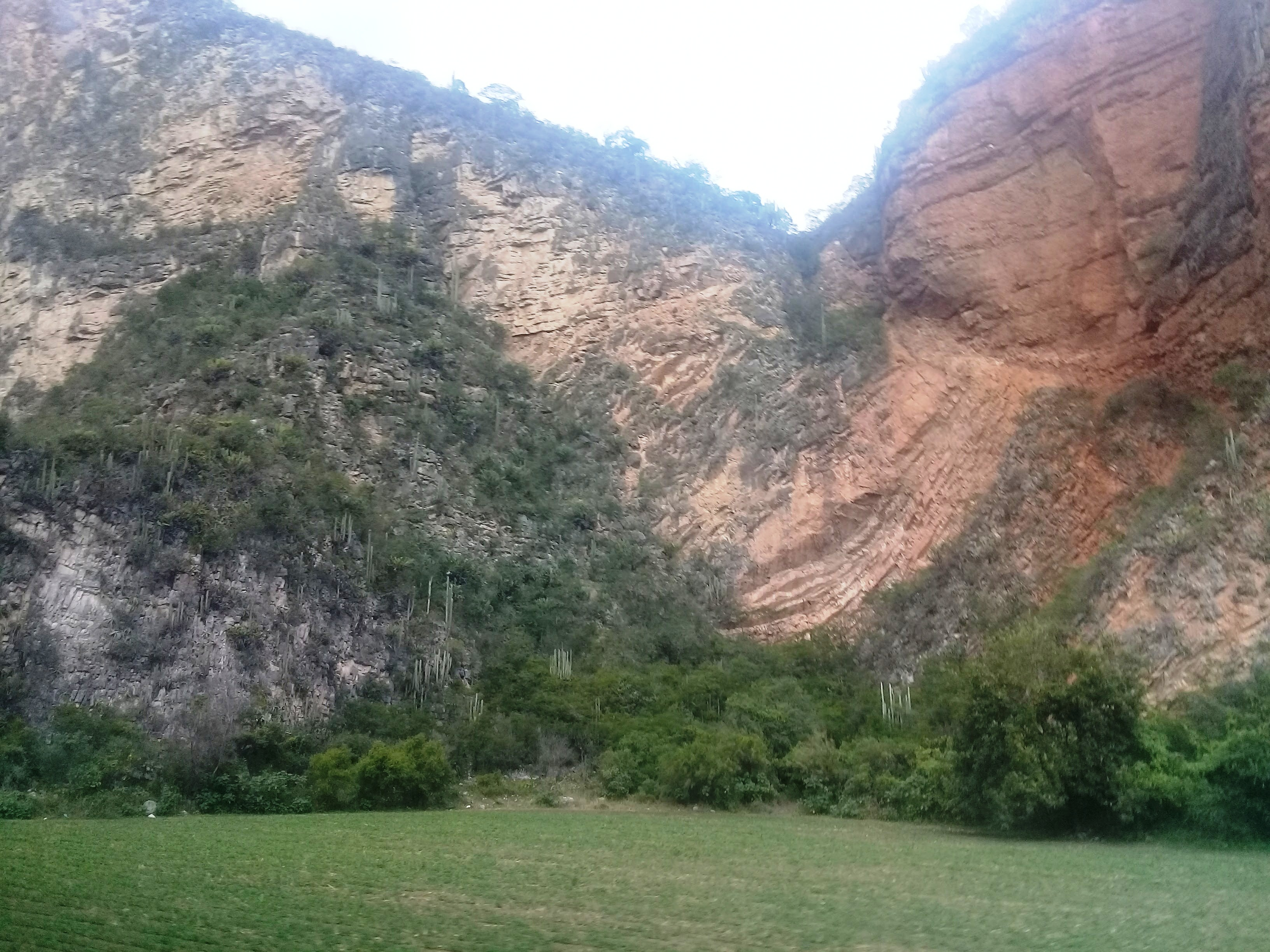
Estratos en la Barranca de Metztitlán.

Durante el mezozoico la región estaba bajo el mar, y explica la presencia de rocas calizas sedimentarias y de fósiles marinos. Posteriormente, los movimientos orogénicos elevaron y plegaron tales sedimentos y se dio la intrusión de basaltos.  En las zonas sur y centro, predominan basaltos y lutitas, respectivamente. Los basaltos son de terciario superior y las calizas del terciario inferior. Las lutitas son del cretácico superior y los aluviones corresponden al cuaternario.  La porción ubicada entre el poblado de Metztitlán y la laguna, corresponde a una zona con aluviones.  Las formaciones geológicas a la altura de dicho poblado y hacia el norte, están dominadas por rocas sedimentarias y sedimentario volcánicas, principalmente calizas.

### Hidrografía
El río Metztitlán corre de sureste a noreste, tomando el nombre de acuerdo a la región que atraviesa; identificándose tres tramos importantes, el primero al sur de la barranca denominándose de río Grande Tulancingo; el segundo, en la unión con el río San Sebastián denominándose como el río Venados y el tercero donde inicia el Distrito de Riego 08 Metztitlán tomando el nombre de río Metztitlán, el río pasa por la vega de Metztitlán y desemboca en la laguna de Metztitlán.

## Vega de Metztitlán

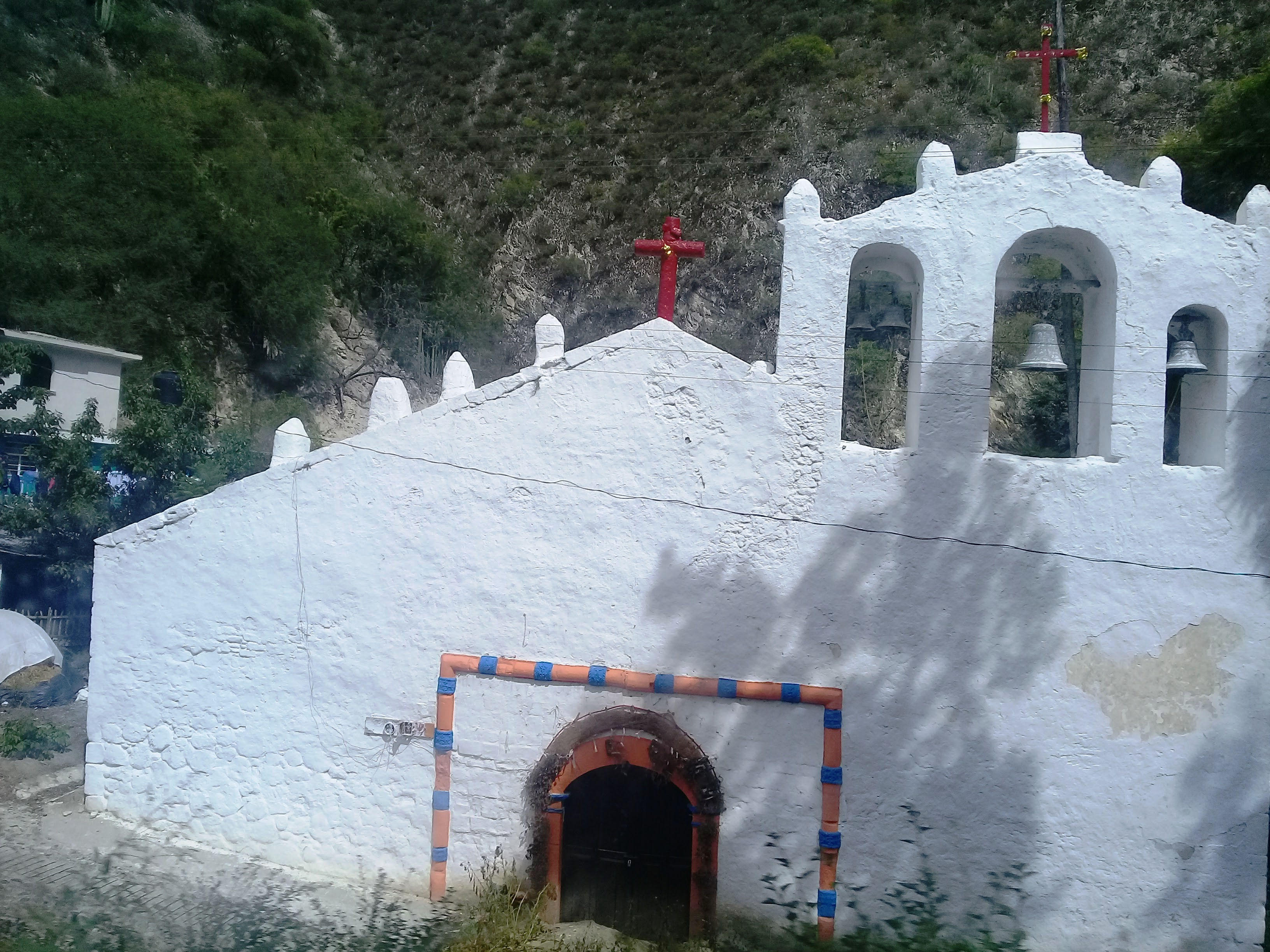
Iglesia de San Pedro en Tlatemalco; la cual se encuentra enterrada en el suelo. La entrada actual originalmente era la ventana del coro.

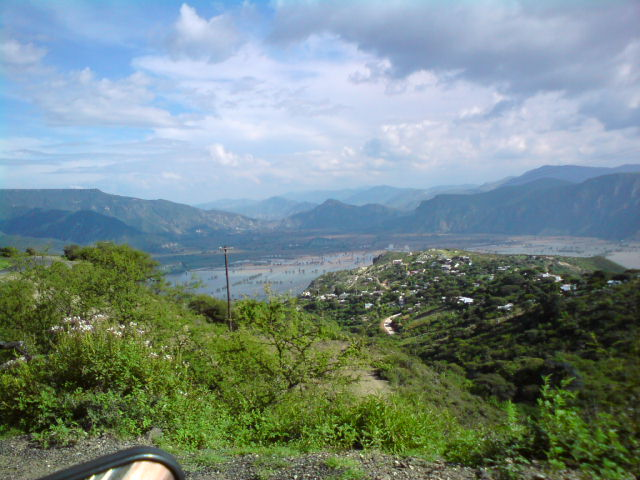
Panorámica de la vega desde San Juan Hualula.

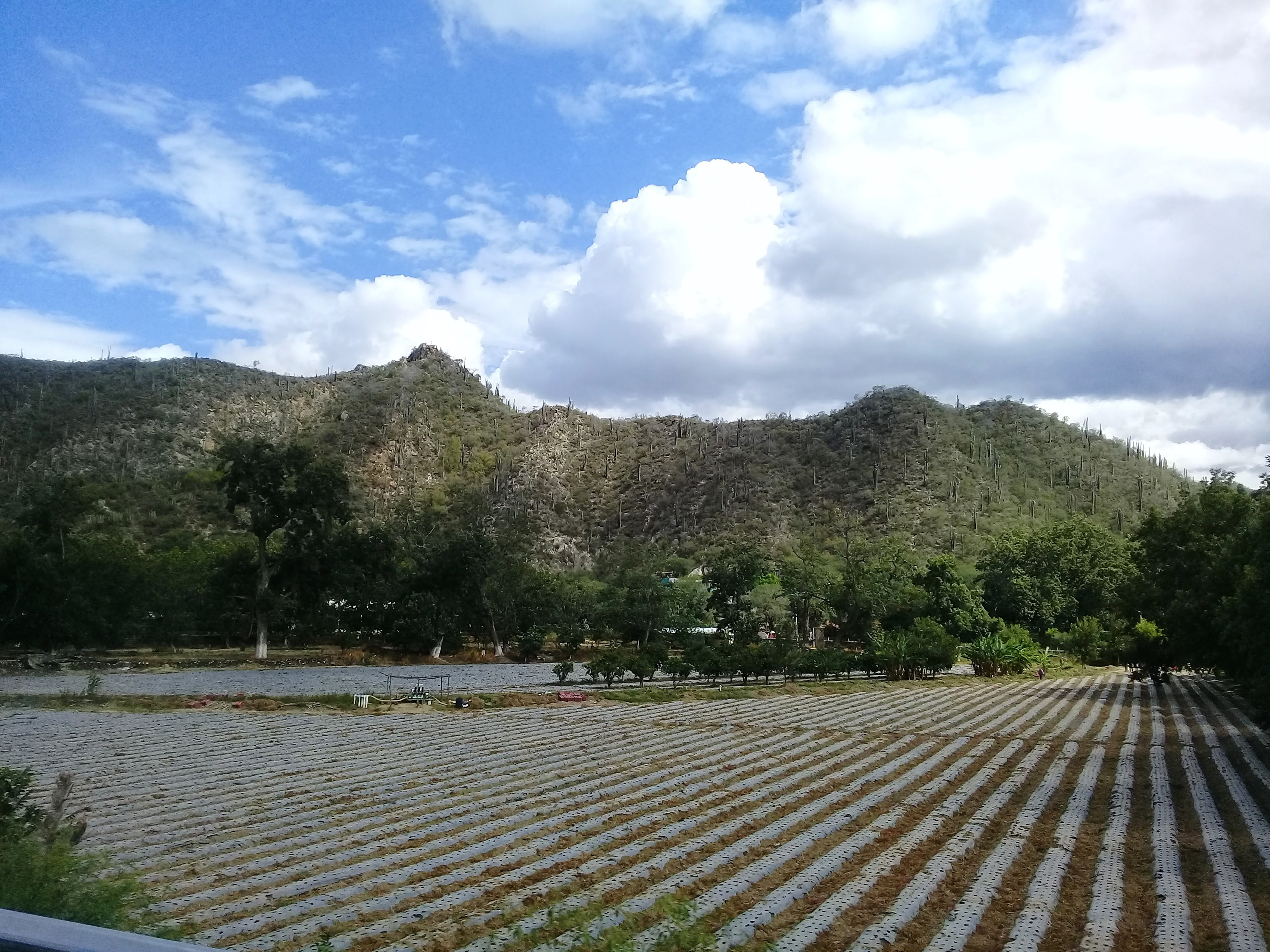
Zonas de cultivo en la vega.

Al norte se encuentra la vega o valle de Metztitlán, una vega también denominado valle de inundación, es un terreno bajo y llano que puede ser inundado ante una eventual crecida de las aguas de una corriente fluvial cercana. La Barranca de Metztitlán es obra de las montañas; en algún tiempo una parte de ellas se fracturó, y se hundió formando el valle. Con un suelo agrícola prodigioso irrigado por las aguas del río, un vergel profundo entre la aridez de sus montañas.
Este valle debido a las lluvias extremas sufre importantes inundaciones; una de estas es la razón que se atribuye al abandono del antiguo convento La Comunidad y la construcción del Convento de los Santos Reyes en la localidad de Metztitlán, alrededor del año 1539. También es una inundación lo que explica que parte de la Iglesia de San Pedro Tlatemalco de principios del siglo XVI se encuentre enterrada en el suelo. Inundaciones y lluvias extremas máximas recientes ocurrieron en los años 1944, 1955, 1998 y 1999. En 1955 las actividades tardaron 15 años en normalizarse después de la inundación.
En 1999 con precipitaciones correspondientes a un periodo de retorno de 20 años, el agua cubrió 4200 hectáreas. Pese a la operación de dos túneles de desfogue en la laguna de Metztitlán hacia el río Almolón, el agua se logró evacua en 6 meses; el volumen acumulado de 470 hm³ superó nueve veces la capacidad del lago. Más de 5330 hectáreas de cultivos fueron arrasadas; 46 localidades resultaron seriamente afectadas, 26 incomunicadas y 10 se encontraban bajo el agua; las comunidades más afectadas fueron Amajatlán, El Pedregal, Macuila, San Cristóbal, Huayatengo, Pie de la Cuesta, Cerro Partido, Cerrito de Tlacotepec, Tezisco y Palo Blanco,donde el agua alcanzó una altura de 25 a 30 metros. Los agricultores estimaron que deberán pasar por lo menos cinco años para normalizar la situación agrícola.
En 2017 el huracán Katia inundo 1700 hectáreas;  las localidades Tlazoquitipa, Apanco, Tepetlaco, Ayacacintla, Hacienda de Potrero y Potrero de Camacho tenían accesos parciales, ya que el agua había borrado parte del camino.